# Casa d'Amboise
La Casata d'Amboise, che prende il nome dalla cittadina di Amboise nella Turenna, di cui deteneva la signoria, è una famiglia francese della nobiltà feudale estintasi a metà del XVII secolo e la cui stirpe risale agli inizi del XII secolo. Essa formò i rami di Thouars (estinto nel 1469 nella casa di La Trémoille) e di Chaumont (estinto nel 1524), che diedero origine ai rami di Bussy, (estinto il12 maggio 1627) e Aubijoux, estinto nel 1656 con François-Jacques d'Amboise, ultimo del suo nome e della sua casata.

## Origini
La casata d'Amboise, che risale all'XI secolo, trae le sue origini da Lisois, un gentiluomo del Maine, nominato capitano del castello d'Amboise da Folco III d'Angiò, conte d'Angiò.
Goffredo II, conte d'Angiò, per ricompensare Lisois gli diede delle terre ad Amboise: Lisois divenne signore di Amboise. Morì intorno al 1061. Suo nipote Ugo I d'Amboise, divenne nel 1107 unico signore di Amboise.
I suoi discendenti formarono i rami di Thouars e di Chaumont.

## Esponenti illustri
- Pietro d'Amboise (1408-1473)
- Carlo I d'Amboise (1430-1481)
- Emery d'Amboise (1434-1512)
- Giovanni IV d'Amboise (1440-1516)
- Georges I d'Amboise (1460-1510), cardinale
- Carlo II d'Amboise (1473-1511)
- Georges II d'Amboise (1488-1550), cardinale
- Louis de Clermont d'Amboise (1549-1579)